# جورج پولک
جرج پولک (به انگلیسی: George Polk) (۱۷ اکتبر ۱۹۱۳ - مه ۱۹۴۸) روزنامه نگار آمریکایی و کارمند سی‌بی‌اس (شبکه) بود که در یونان ناپدید شد و چند روز بعد جنازه‌اش که گلوله‌ای به سرش خورده بود پیدا شد.